# Tmeimichatt
Tmeimichatt este o comună din Regiunea Dakhlet Nouadhibou, Mauritania, cu o populație de 526 locuitori.